# Thorild Olsson
David Thorild Olsson (ur. 26 listopada 1886 w Göteborgu, zm. 19 marca 1934 tamże) – szwedzki lekkoatleta (długodystansowiec), wicemistrz olimpijski z 1912.
Zdobył srebrny medal w biegu na 3000 metrów drużynowo na igrzyskach olimpijskich w 1912 w Sztokholmie. Konkurencja ta była rozgrywana według następujących reguł: w każdym z biegów brało udział po pięciu reprezentantów każdego z krajów. Pierwsi trzej zawodnicy z każdej reprezentacji byli zawodnikami punktowanymi, na zasadzie pierwsze miejsce = jeden punkt. Drużyna z najmniejszą liczbą punktów wygrywała. Drużyna szwedzka weszła do finału po zwycięstwie nad Niemcami w biegu eliminacyjnym. W finale zajęła 2. miejsce, a Olsson indywidualnie był drugi. Jego kolegami z drużyny byli: Ernst Wide, Bror Fock, John Zander i Nils Frykberg. Olsson startował na tych igrzyskach również w biegu na 5000 metrów, w którym zakwalifikował się do finału, ale w nim nie wystąpił.